# جواجيرو
جواجيرو بلدية في ولاية باهيا في المنطقة الشمالية الشرقية من البرازيل.